# Каменка (Ясиноватский район)
Каменка (укр. Кам'янка) — посёлок в Ясиноватском районе Донецкой области Украины.

## География
В Донецкой области имеется ещё 5 одноимённых населённых пунктов, в том числе посёлок Каменка в Бахмутском районе и 2 села в Старобешевском районе: Каменка Новозарьевского сельского совета и Каменка Коммунаровского сельского совета.

## Население
Население по переписи 2001 года составляло 228 человек.

## Достопримечательности
В Каменке находится Свято-Георгиевский храм Авдеевского благочиния донецкой епархии украинской православной церкви Московского патриархата.

## Общие сведения
С 20 марта в ходе вторжения России на Украину село перешло под контроль ВС РФ .
Почтовый индекс — 86000. Телефонный код — 6236. Код КОАТУУ — 1425582103.

#### Местный совет
86042, Донецька обл., Ясинуватський р-н, с.Красногорівка, вул.Гагаріна,6а